# Le Créateur
Pour plus de détails, voir Fiche technique et Distribution.
Le Créateur est un film français réalisé par Albert Dupontel, qui en est aussi le scénariste et l'acteur principal, sorti en 1999.

## Synopsis
Darius est un auteur de théâtre. Il promet un jour à un producteur d'écrire une pièce, et se rend compte quelques mois plus tard que la publicité pour la pièce a commencé, que les acteurs sont engagés et vont commencer à répéter alors qu'il n'a toujours rien écrit, et n'a même aucune idée du sujet de cette pièce. Il commence alors à essayer de gagner du temps et trouver l'inspiration, avec angoisse.

## Fiche technique
- Titre : Le Créateur
- Réalisation : Albert Dupontel
- Scénario : Albert Dupontel, Gilles Laurent
- Photographie : Jean-Claude Thibault
- Montage : Scott Stevenson
- Musique : Ramon Pipin, Jean-Philippe Goude
- Producteur : Philippe Liégeois, Jean-Michel Rey
- Pays de production :  France
- Langue : français
- Budget : 4 680 000 €[1]
- Box office : 187 497 entrées[1]
- Format : couleur
- Genre : comédie
- Durée : 92 minutes
- Dates de sortie : France : 16 juin 1999

## Distribution
- Albert Dupontel : Darius
- Philippe Uchan : Victor
- Michel Vuillermoz : Simon
- Claude Perron : Chloé Duval
- Nicolas Marié : Pierre

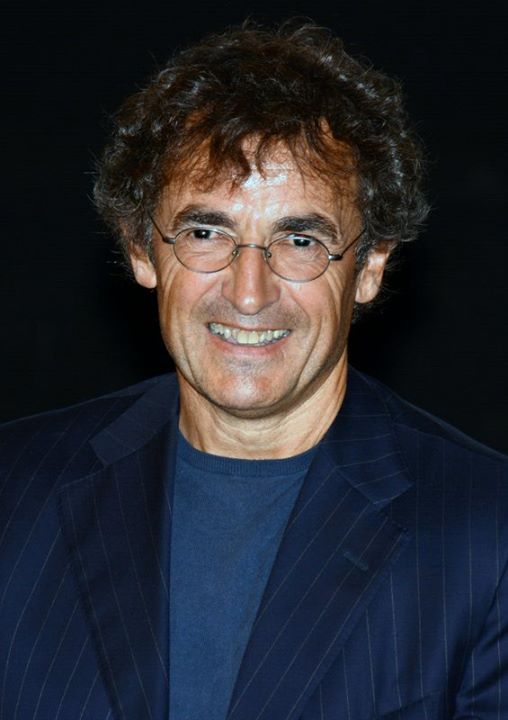
Albert Dupontel (2013)

- Paul Le Person : Monsieur Le Floc'h
- Patrick Ligardes : Gildas
- Michel Fau : Nicolas
- Dominique Bettenfeld : Jésus
- Loïc Houdré : Le décorateur
- Isabelle Candelier : La journaliste
- Terry Jones : Dieu
- Christiane Cohendy : La mère
- Yves Pignot : Le père
- Jacques Herlin : Le majordome
- Christian Hecq : Le consommateur

## Autour du film
- Albert Dupontel, à propos de Bernie et du Créateur : "(...) je ne sais pas si Bernie est ce que je sais faire. À l'époque, ça correspondait à un état d'esprit, une envie. Le Créateur en est une autre, mais il y a néanmoins un point commun entre ces deux films, c'est l'envie de parler de choses dramatiques de façon "farcesque" et burlesque. Comme Le Créateur est moins rattaché à une réalité sociale que Bernie, il paraît plus personnel. En fait, il est rattaché à une angoisse collective qui est celle de la création. L'autre point commun à ces deux films : Bernie et Darius sont deux personnages qui se battent contre la Mort ; ils se débattent contre l'inévitable. La vie est une course contre la Mort et ce n'est pas le meilleur qui gagne..." (extrait du dossier de presse)[2].
- Jean-Claude Thibaut, directeur de la photographie, à propos de son travail avec Albert Dupontel : "Il voulait trouver un équivalent visuel à l'idée de Création. Ce qui signifiait pour lui quelque chose de dramatique, de dense, de sombre. Il ne souhaitait pas que le film soit éclairé comme une comédie légère. Nous nous sommes inspirés des tableaux d'un peintre danois, Hammershoï qui sont d'une intensité à la fois douce et dure. Ce que voulait Albert, c'est une image granuleuse mais qui laisse sa part au grand spectacle, d'où l'emploi du scope. Il est rare de pouvoir faire en France une comédie éclairée de manière assez sombre. Si Albert m'a laissé libre choix au niveau des couleurs, nous nous sommes tenus à son découpage qui était constitué d'un pavé deux fois gros comme le scénario et que nous avons appliqué à la lettre."[2]
- Un montage plus long que prévu : initialement, le montage ne devait durer que quatre mois. Trois mois supplémentaires ont été nécessaires. Scott Stevenson, chef monteur, en donne la raison :" Parce qu'Albert a décidé, ce en quoi je l'ai soutenu à 100 %, de se donner le temps de chercher les moyens de perfectionner son film, de remettre en question des choses qui avaient été tournées et ne pas se contenter de ce qui était déjà en boîte. Le film est le résultat d'un travail d'équilibriste entre les questions de fond, le traitement et l'humour pur d'Albert. Il fallait que les morceaux choisis collent artistiquement et aussi du point de vue de la longueur, qu'ils se calent sur les images tournées. Il a donc fallu laisser beaucoup de temps aux musiciens."[2]
- Terry Jones dans le rôle de Dieu : c'est le metteur en scène des "Monty Python", Terry Jones, qui interprète le rôle de Dieu. Albert Dupontel l'a rencontré par l'intermédiaire de Noëlle Deschamps qui s'occupe d'une association d'aide à l'écriture de scénario, "Equinoxe"[2].
- Le film sera le préféré de Dupontel, mais aussi un échec commercial en salle et restera un traumatisme pour son réalisateur[3].